# Pyrestes yayeyamensis
Pyrestes yayeyamensis är en skalbaggsart som beskrevs av Hayashi 1972. Pyrestes yayeyamensis ingår i släktet Pyrestes och familjen långhorningar. Inga underarter finns listade i Catalogue of Life.